# Oirschotse Heide
De Oirschotse Heide is een groot heide- en stuifzandgebied, dat gedeeltelijk is begroeid met grove dennen. Het wordt gebruikt als militair oefenterrein door eenheden van de Koninklijke Landmacht, Koninklijke Luchtmacht, Koninklijke Marine en Koninklijke Marechaussee.
Samen met aangrenzende gebieden als de Straatse Heide en de Oostelbeerse Heide is het 1440 hectare groot. Dit gebied is voor een deel in gebruik als militair oefenterrein, maar is deels ook particulier bezit en natuurgebied.
De Oirschotse Heide ligt in een zuidoostelijke uitloper van Oirschot. Nog oostelijker in de gemeente ligt de De Ruyter van Steveninckkazerne.

## Topografie
Topografisch kaartbeeld van de Oirschotse Heide, met de naastgelegen De Ruyter van Steveninckkazerne.

## Toegang
De Oirschotse Heide is primair een militair oefenterrein en toegankelijk voor wandelaars tussen zonsopkomst en zonsondergang. Op de openstellingsborden valt dit ook te lezen. Op dit terrein is de toegang als volgt:
Vrije toegang van zonsopkomst tot zonsondergang voor:
- wandelaars op wegen en paden

Mits u
- geen oefeningen verstoort
- honden aangelijnd houdt
- niets beschadigt, meeneemt of achterlaat

Het terrein wordt zeer intensief gebruikt voor militaire oefeningen, zodat bezoekers rekening moeten houden met zware voertuigen die zowel voor- als achteruit snel door het terrein rijden. Ook wordt er gebruikgemaakt van pyrotechnische middelen, zoals losse patronen, seinpatronen, struikeldraadlichtseinen, kanon-nabootsers, rookverspreiders en traangas. De Oirschotse Heide stond vroeger ook wel bekend als de Witte bergen en was een veel bezocht recreatiegebied, vergelijkbaar met de Loonse en Drunense Duinen. Toch was er al vroeg een legerkamp, dat geleidelijk groter werd en steeds intensiever werd gebruikt.
Er is veel reliëf met opgestoven hoogten en komvormige laagten. De heide is sterk vergrast en verdroogd. Van belang zijn de broedvogels als nachtzwaluw, korhoen, roodborsttapuit, tapuit en kruisbek. Van de amfibieën vinden we de alpenwatersalamander, de heikikker en de rugstreeppad. Het gebied is een der belangrijkste dagvlindergebieden van Nederland, waar heideblauwtje, kommavlinder, oranje zandoogje, bont dikkopje en bruine eikenpage waargenomen kunnen worden.
In een door Defensie aangekocht natuurcompensatiegebied ten zuiden van het oefenterrein is de vrije algemene sikkelsprinkhaan aangetroffen.
In bedrijf:
Breezand ·
Havelte Oost ·
Legerplaats Harskamp ·
Leusderheide ·
Marnewaard ·
Oirschotse Heide ·
Vliehors ·
Vrachelse Heide ·
Vughterheide ·
Witterveld ·
Woensdrechtse Heide

Voormalig:
De Strubben-Kniphorstbos ·
Ermelosche Heide ·
Gorsselse Heide ·
Noordsvaarder ·
Sterrenbos